# Kaleidoscope
Kaleidoscope var ett amerikanskt psykedeliskt rockband bildat 1966 i Kalifornien. Bandet upplöstes 1970. Bandet återförenades tillfälligt 1976 och 1990.
David Lindley och Chris Darrow tog initiativ till gruppens skapande, och satte snabbt ihop en musikgrupp med bl.a. banjo, fiol sida vid sida med turkiska instrument.
Gruppen blandade ofta in mellanöstern-influenser i sina låtar, och även mycket blues. En av deras kändaste låtar är "Egyptian Gardens", men gruppen nådde aldrig ut kommersiellt då det begav sig.

## Medlemmar
Originalbesättning
- David Lindley – banjo, violin, mandolin, gitarr, harpa, sång (1966–1970)
- Chester Crill (a.k.a. Max Budda, Max Buda, Fenrus Epp, Templeton Parcely) – violin, basgitarr, orgel, munspel, dragspel, harmonium, cembalo, sång (1966–1970, 1976, 1990)
- Solomon Feldthouse – saz, oud, bouzouki, dobro, vina, dumbec, dulcimer, gitarr, jumbus, violin, viola, klarinett, keyboard, orgel, piano, munspel (1966–1970, 1976, 1990)
- John Vidican – trummor, slagverk (1966–1968)
- Chris Darrow – banjo, mandolin, fiolin, klarinett, munspel, autoharp, sång (1966–1968, 1976, 1990)

Senare medlemmar
- Stuart Brotman – basgitarr, sång (1968–1969, 1976, 1990)
- Paul Lagos – trummor, sång (1968–1969, 1976, 1990; död 2009)
- Jeff Kaplan – sång (1969–1970)
- Ron Johnston – basgitarr (1969–1970)

## Diskografi

### Studioalbum
- Side Trips (1967)
- A Beacon from Mars (1968)
- The Incredible Kaledoscope (1969)
- Bernice (1970)
- When Scopes Collide (1977)
- Greetings from Kartoonistan...(We Ain't Dead Yet) (1991)

### Samlingsalbum
- Bacon from Mars (1983)
- Rampe, Rampe (1983)
- Egyptian Candy (A Collection) (1990)
- Beacon From Mars & Other Psychedelic Side Trips (2004)
- Pulsating Dreams (2004)